# Pycnarmon pseudohesusalis
Pycnarmon pseudohesusalis là một loài bướm đêm trong họ Crambidae.